# Most w Wolinie
Most w Wolinie – most drogowy nad cieśniną Dziwną w obwodnicy miasta Wolina w ciągu budowanej drogi ekspresowej S3 łączy wyspę Wolin ze stałym lądem. Most o długości 664,45 metra (165 metrów między podporami) był w chwili wybudowania największym mostem łukowym w Polsce. Obiekt oddano do użytku 2 grudnia 2003 roku. Budowę zrealizowało konsorcjum firm Nesco Entrecanales Cubiertas S.A.oraz Mostostal Warszawa S.A.

## Historia
Pierwsze szkice i projekty nowej przeprawy nad Dziwną w Wolinie powstały już w latach 70. XX wieku. Wytypowano wówczas trzy sposoby obejścia miasta Wolin. Rozważano obejście zarówno od strony północnej (na północ od wsi Laska), jak i południowej, u podnóża półwyspu Rów. Trzeci wariant przewidywał przejście drogi przez miasto, ale z ominięciem centrum. Pierwsza koncepcja okazała się niewykonalna ze względu na przejście nowej drogi przez Woliński Park Narodowy oraz dwukrotne przekraczanie linii kolejowej. W tym wariancie most miał mieć długość 700 metrów. Wersja południowa upadła z kolei ponieważ trasa miała przebiegać po terenach bagnistych, oraz działkach przewidzianych pod rozbudowę miasta. W tym przypadku most miał mieć długość 800 metrów. Przez okres od lat 70. XX wieku do początku XXI wieku powstało kilka projektów oraz wielu opracowań, uzgodnień i narad. Z uwagi na to że, projekty północny i południowy okazały się niewykonalne, zdecydowano się na najdroższy wariant przez miasto, równolegle do linii kolejowej. Cała estakada miała mieć 1200 metrów, a z uwagi na to, że miąższość bagnistego terenu była znaczna należało ją poprowadzić na palach.

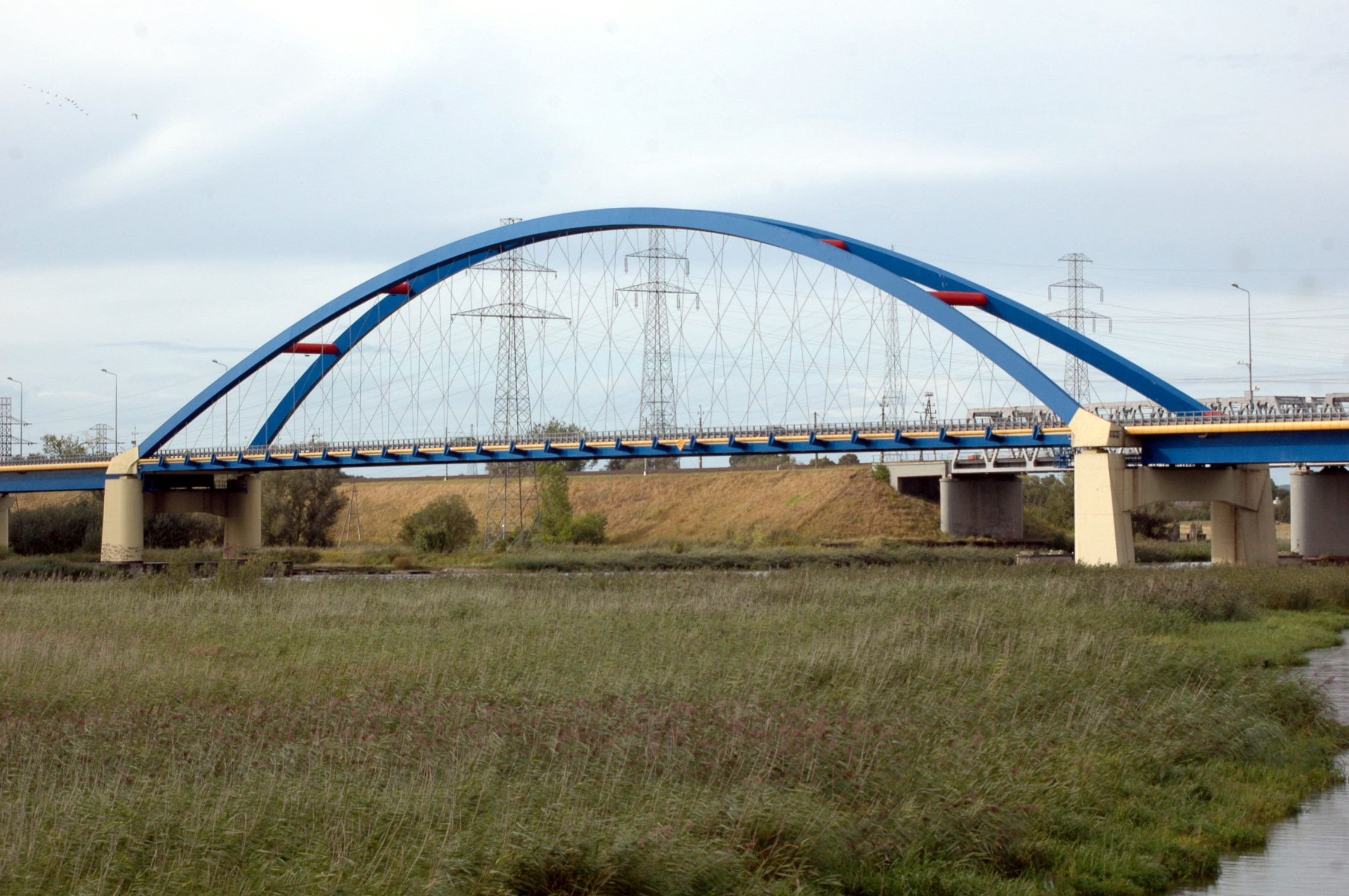

Pierwsza koncepcja programowa została stworzona przez Gdańskie Biuro Projektów Dróg i Mostów (dzisiaj jest to Transprojekt Gdański) w roku 1988. Firma wypracowała koncepcję mostu dwujezdniowego budowanego etapami po jednej jezdni. Wsparty miał być na czterech przęsłach o rozpiętości 68 + 84 + 84 + 68 metrów. W dalszej części – z uwagi na miąższość gruntu i teren ochrony archeologicznej – miała być zbudowana estakada. W roku 1989 po uwagach Generalnej Dyrekcji Dróg Krajowych opracowano Założenia Techniczno-Ekonomiczne. Plan przewidywał stalowy most zespolony o długości 426 metrów.
Na podstawie zatwierdzonych założeń techniczno-ekonomicznych w roku 1993 powstała dokumentacja techniczna. Most miał mieć długość 422,6 metrów i oparty miał być na przęsłach bocznych stalowych zespolonych (tzw. płyta Robinsona). Ze względu na brak zgody na nasypy na terenach archeologicznych inwestycja nie doczekała się realizacji.
Do nowej przeprawy przez Dziwnę w Wolinie powrócono w roku 1997, gdy Transprojekt Gdański wygrał przetarg Dyrekcji Okręgowej Dróg Publicznych w Szczecinie na wykonanie dokumentacji technicznej obwodnicy Wolina. Z uwagi na to, że na terenach od Dziwny, aż do wiaduktu w okolicach dworca w Wolinie trasa musiała przebiegać na estakadzie opracowano wariantowe trzy koncepcje mostu i estakad.
Wariant 1 przewidywał estakadę z mostem o wspólnej długości 633 metrów. Według tej idei most miał mieć cztery przęsła o rozpiętości 72 + 90 + 90 + 72 metry. Wariant 2 przewidywał most łukowy o rozpiętości 165 metrów i estakady. Wariant 3 składał się z mostu łukowego o rozpiętości 120 metrów i estakady. 24 września 1998 roku GDDP zdecydowała się na realizację drugiego wariant mostu.
22 lipca 1997 roku GDDP ogłosiła przetarg na opracowanie dokumentacji technicznej i przetargowej, który wygrał Transprojekt Gdański,. Umowa na prace projektowe została podpisana 1 grudnia 1997 roku. Przewidywała zakończenie dokumentacji przez uzyskanie pozwolenia na budowę do 31 sierpnia 1998 roku. Z uwagi na długie uzgodnienia z Urzędem Miasta w Wolinie (przejezdność od ulicy kolejowej do Dziwny), Muzeum Narodowym (stanowiska archeologiczne) oraz Urzędem Morskim w Szczecinie (ustalenie pionowego i poziomego światła żeglugowego) ostateczny termin zakończenia dokumentacji padł na 30 czerwca 1999 roku, czyli blisko rok później od zamierzonego. Po tym czasie mógł być ogłoszony przetarg na budowę estakady i mostu nad Dziwną.
W związku z budową drogi S3 na odcinku Dargobądz – Troszyn,  od 2023 roku powstaje bliźniaczy most, który jest niezbędny do dalszej rozbudowy drogi. Według założeń, w maju 2024 roku będzie nasuwany na konstrukcję nośną z lądu za pomocą barek. 

## Dane techniczne mostu

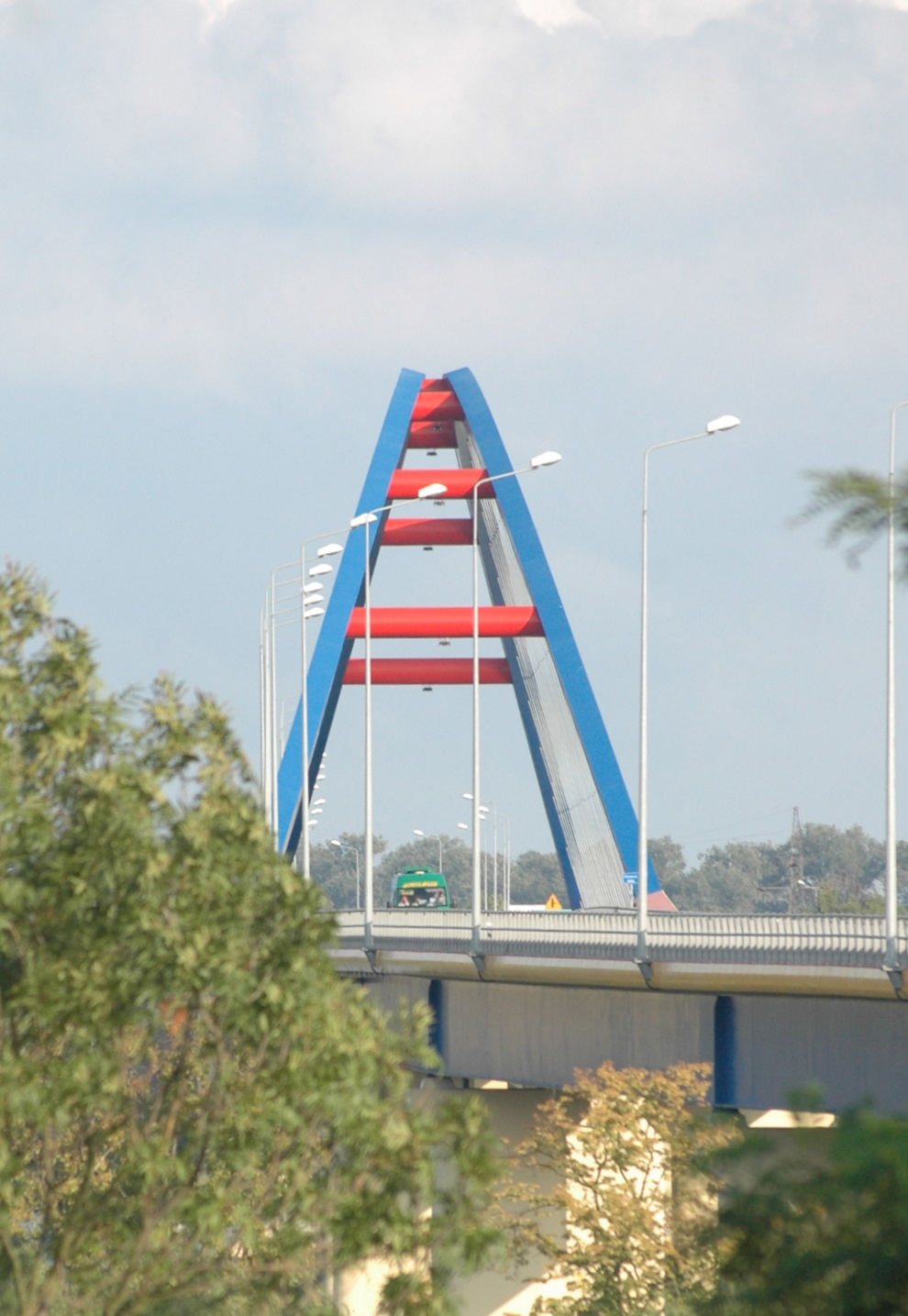
Na pierwszym planie sekcja III. Widoczna stalowa ciągła belka w kolorze niebieskim

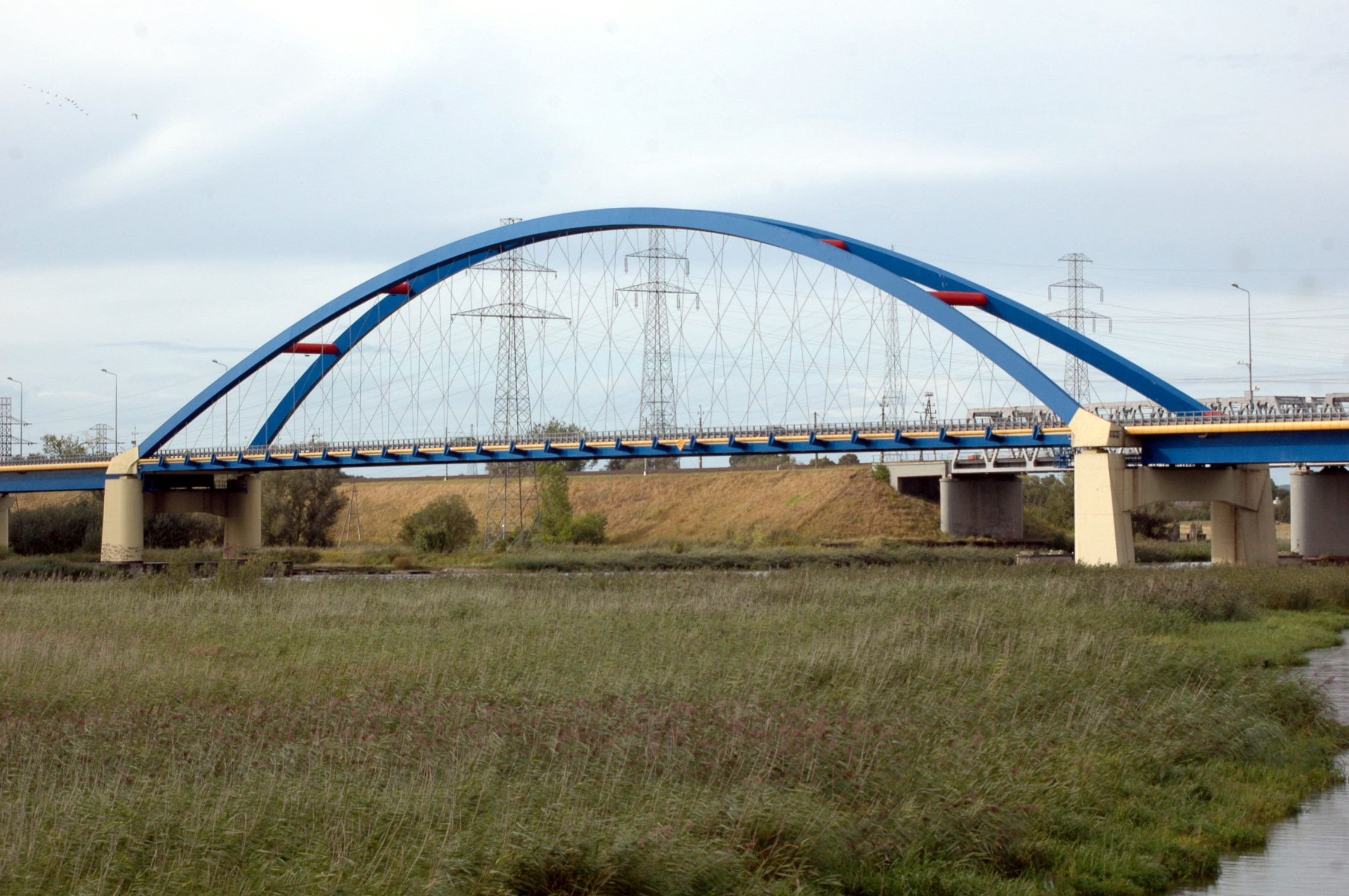
Sekcja III. Po stronie lewej i prawej widać odpowiednio sekcje III i V

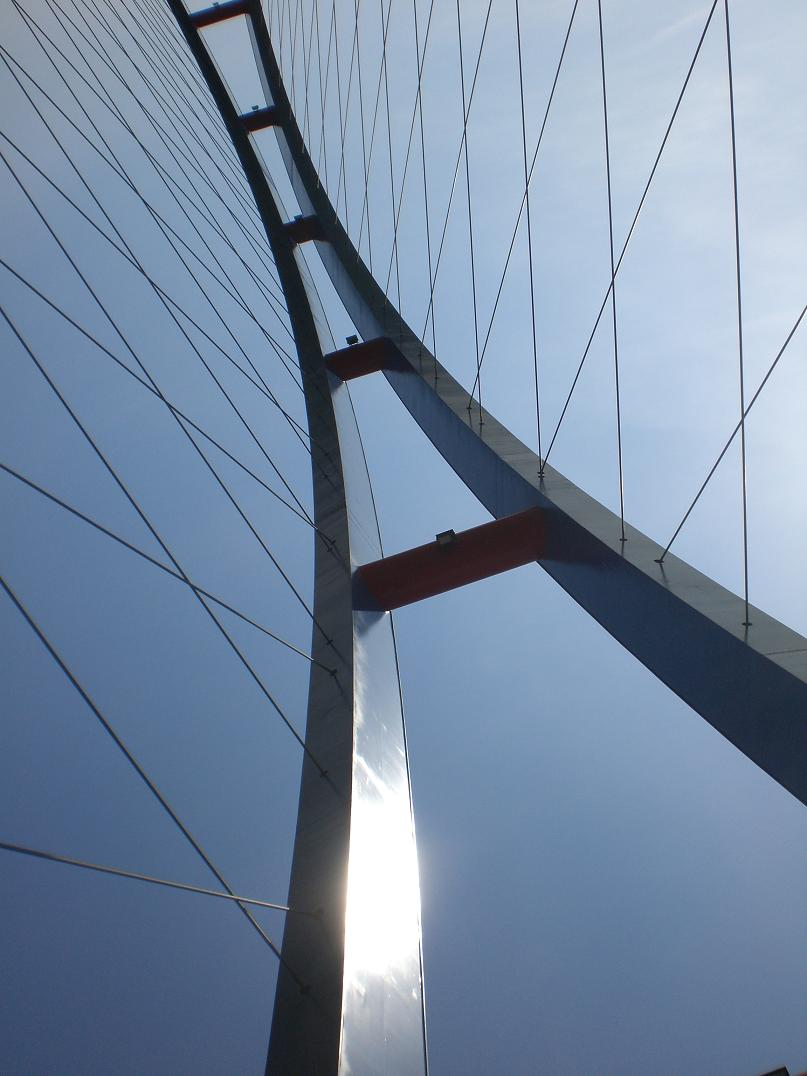
Przęsła sekcji IV

Estakada i most zostały zaprojektowane jako jednojezdniowa droga ekspresowa klasy „S”. Most ma długość 664,5 metra, przy całkowitej długości estakady 2473 metrów.
- prędkość projektowa 80 km/h[1]
- całkowita szerokość w świetle barier ochronnych 12 m[1]
- szerokość jezdni 2 x 3,5 m[1]
- szerokość pasa awaryjnego 2 x 2 m[1]
- szerokość poboczy nieumocnionych 2 x 0,75 m[1]
- kategoria ruchu KR4[1]
- obciążenie 115 kN/oś[1]

Cały obiekt mostowy (estakada wraz z mostem, ale bez drogi na nasypach) zbudowany jest z pięciu sekcji, które są podzielone dylatacjami. Most w ciągu obwodnicy Wolina składa się z trzech zróżnicowanych sekcji: III, IV i V (sekcje I i II dotyczą tylko estakady). Most zaczyna się na długości 0+979,97 obwodnicy, a kończy na długości 1+644,42. Ma dokładnie 664,45 metrów. 

Sekcja III jest belką ciągłą zespoloną o długości 372 metrów wspartą na przęsłach (54 + 4 x 66 + 54).

Sekcja IV to most właściwy nad korytem cieśniny Dziwny. Na tę sekcję składa się przęsło łukowe o rozpiętości 165 metrów wsparte po obu stronach cieśniny na filarach. Przęsło od strony wschodniej nie sięga brzegu, gdyż trasa krzyżuje się z cieśniną w miejscu gdzie łączy się z odnogą. 

Nad odnogą Dziwny i bagiennym terenem na wschodnim brzegu zbudowano V sekcję, technicznie taką samą jak III, tj. stalowa dwuprzęsłowa belka (2 x 60 metrów) połączona z płytą jezdni posadowioną już na nasypie. 

## Termin budowy
Budowę rozpoczęto 22 marca 2002 roku, a zakończenie robót nastąpiło 30 października 2003 roku. Budowa trwała 19 miesięcy. Most i obwodnicę oddano do użytku 2 grudnia 2003 roku.

## Finansowanie budowy
Budowa obwodnicy według Transprojektu Gdańskiego kosztowała 59 922 978 złotych, z czego budowa samego mostu to 34 917 999 złotych, a budowa obwodnicy, estakady i wiaduktu to 25 004 979 złotych. Według GDDKiA koszt budowy wyniósł 65 mln złotych.
Budowa finansowana była z dwóch źródeł:
- 40% z budżetu państwa
- 60% z Banku Światowego[1]

## Nagrody i wyróżnienia
Most otrzymał nagrodę pierwszego stopnia Ministra Infrastruktury za wybitne osiągnięcia twórcze w dziedzinie architektury i budownictwa za roku 2003. Obiekt zdobył główną nagrodę prezesa Polskiej Izby Inżynierów Budownictwa w II Przeglądzie Projekt Inżynierski Roku 2004. W roku 2004 most otrzymał oraz został w 2005 roku nagrodzony w konkursie „Dzieło Mostowe Roku” w kategorii za wdrożenie nowych technologii realizacji.